# Đài Kỳ
Die USS Forster (DE-334) (später WDE-434,  DER-334 und FFR-334) war ein Geleitzerstörer der Edsall-Klasse der United States Navy. Das 1943 gebaute Schiff wurde im Zweiten Weltkrieg als Konvoischutz eingesetzt, später in den 1950er-Jahren zeitweise an die Küstenwache (Coast Guard) verliehen und in den 1960ern als Radarüberwachungsstation verwendet, bevor es schließlich 1971 an die südvietnamesische Marine übergeben und in Trần Khánh Dư (HQ-04) umbenannt wurde. 1975 wurde es von den im Vietnamkrieg siegreichen Nordvietnamesen erbeutet und von der Vietnamesischen Volksmarine unter dem Namen Đài Kỳ (HQ-03) bis weit in die 1990er-Jahre genutzt.

## Geschichte

### Im Dienst der USA
Mit der Kiellegung des Schiffes in der Consolidated-Steel-Corp.-Werft in Orange, Texas wurde am 31. August 1943 begonnen, bereits im November erfolgten Schiffstaufe und Stapellauf. Die Forster war einer von insgesamt 85 Geleitzerstörern der Edsall-Klasse und gehörte dem dritten Baublock an. Namensgeber war der Schiffsingenieur Edward William Forster (1884–1942), der an Bord der Vincennes in der Schlacht vor Savo Island getötet worden war und dessen Witwe den Bau finanziell unterstützt hatte.
Im Januar 1944 wurde die Forster unter Lieutenant Commander I. E. Davis, USNR, in Dienst gestellt und anfangs als Konvoischutz im Nordatlantik eingesetzt. Ab 23. März begleitete sie einen Konvoi von Norfolk, Virginia nach Bizerte, Französisch-Tunesien. Unterwegs wurde der Geleitzug am 11. April nördlich der afrikanischen Küste von deutschen Bombern angegriffen, wobei die Holder durch einen Torpedo schwer beschädigt wurde; die Forster konnte sich jedoch erfolgreich verteidigen. Am 11. Mai kehrte sie nach New York City zurück. Im Laufe eines Jahres eskortierte sie nun auf sechs Transatlantikfahrten Konvois nach Bizerte, Großbritannien und Frankreich. Dazwischen diente sie als Schulschiff für neue Crews und wurde für kleinere Geleitfahrten entlang der US-Ostküste und nach Bermuda eingesetzt.
Am 20. Juni 1945, nach dem Kriegsende in Europa, fuhr das Schiff von New York über Chesapeake und Guantanamo Bay, wo Trainingsmanöver durchgeführt wurden, und San Diego nach Pearl Harbor, Hawaii, wo man am 25. Juli eintraf. Am 30. August verließ die Forster Hawaii, um Operationen im Westpazifik – hauptsächlich Konvoischutz zwischen den Marianen und Japan – durchzuführen. Anfang 1946 kehrte sie über Guam wieder in die Vereinigten Staaten heim und erreichte Philadelphia am 12. Februar, wo sie kurz darauf stillgelegt und der Reserveflotte in Green Cove Springs, Florida, zugeteilt wurde. Für ihre Leistungen im Weltkrieg erhielt sie einen Battle Star.
1951 wurde das Schiff in indirekter Folge des Koreakrieges reaktiviert und an die United States Coast Guard verliehen, wo es die neue Bezeichnung USCGC Forster (WDE-434) erhielt. Die Coast Guard setzte die Forster als Wetterstation nahe Honolulu sowie für eine Fahrt nach Japan ein. Im Mai 1954 kehrte die Forster zur Navy-Reserveflotte zurück.
Im Oktober 1955 wurde das Schiff als Destroyer Escort Radar (DER) umklassifiziert; ein Jahr später in Long Beach wieder in Dienst gestellt und dem Escort Squadron 5 mit Heimathafen Seattle zugeteilt. Es diente nun als Radarüberwachungsstation (Radar picket) als Teil des kontinentalen Luftraumüberwachungssystems. Im Juni 1958 wurde die Forster nach Pearl Harbor verlegt und als Patrouillenschiff zwischen Hawaii und Alaska als Teil der Pacific Barrier, der westlichen Radar-Frühwarnlinie, eingesetzt.
Ende 1960 wurde sie zeitweise von ihrem Patrouillendienst entbunden, der WestPac-Einsatzgruppe zugeteilt und mit zusätzlichen Wasserbomben ausgestattet. Zwischen 9° Nord und der japanischen Ostküste warf sie diese nun in regelmäßigen Abständen ab, um sowjetische Waffentests zu simulieren und somit die amerikanischen Sonarbojen zu testen. Nachdem sie Japan erreicht hatte, wurde sie der Formosa Patrol zugeteilt und für sechs Wochen in Hongkong stationiert, bevor sie auf den Philippinen einen Besuchstour durchführte und im Sommer 1961 wieder Hawaii erreichte.
1966 war die Forster zwischen den Philippinen, Vietnam und Taiwan unterwegs. Im September 1971 wurde sie ausgemustert, aus dem Naval Vessel Register gestrichen und im Rahmen der Vietnamisierung gemeinsam mit vielen weiteren Schiffen der südvietnamesischen Marine überlassen.

### Vietnam
In Südvietnam erhielt die Forster den neuen Namen Trần Khánh Dư (HQ-04) (benannt nach einem General des 13./14. Jahrhunderts) und wurde als Fregatte klassifiziert. Sie und ihr Schwesterschiff, die Trần Hưng Đạo (ex USS Camp), stellten neben sieben Ex-Seeflugzeugtendern der Barnegat/Casco-Klasse die größten Schiffe des Landes dar.
Hauptsächlich war die Trần Khánh Dư in den folgenden Jahren für die Überwachung der vietnamesischen Seegrenze und das Abfangen nordvietnamesischer Versorgungsschiffe verantwortlich. Während der Oster-Offensive 1972 versenkte sie im Golf von Thailand nahe der kambodschanischen Küste den feindlichen Munitionsfrachter SL-6.
Im Januar 1974 war das Schiff am Gefecht bei den Paracel-Inseln beteiligt, bei dem Südvietnam von der chinesischen Marine geschlagen und die Nhật Tảo versenkt wurde. Die Trần Khánh Dư hingegen wurde nur leicht beschädigt und konnte ein feindliches Schiff schwer beschädigen, bevor sie die schwer angeschlagene Lý Thường Kiệt nach Đà Nẵng eskortierte.
Nach dem Zusammenbruch Südvietnams im Frühjahr 1975 war sie eines der wenigen südvietnamesischen Kriegsschiffe, denen nicht die Flucht gelang; da sie sich gerade zur Überholung in der Werft befand, wurde sie wie auch die Phạm Ngũ Lão und die Hà Hồi von nordvietnamesischen Truppen erbeutet. Aufgrund des anfangs unklaren Verbleibs ging die US Navy vorerst von einer erfolgreichen Flucht aus und übernahm das Schiff wie die übrigen ehemaligen südvietnamesischen, nun heimatlosen Schiffe wieder formal in die eigene Verwaltung. Im Rahmen der Flottenreklassifizierung am 30. Juni 1975 erhielt das Schiff deshalb de jure die neue Kennung  FFR-334. Nachdem der Verlust bestätigt war, wurde das Schiff mit dem Kommentar „Transferred to Vietnam, 30. April 1975“ abgeschrieben.
Tatsächlich verblieb die Forster in Vietnam, wurde in Đài Kỳ umbenannt, mit 9K32 Strela-2MF-Raketenstartern ausgerüstet und in die neue gesamtvietnamesische Volksmarine integriert. Seit 1993 wurde sie nur noch als Trainingsschiff genutzt, ca. 1998 dann auf die Schiffshülle zurückgebaut, aber weiterhin für Trainingszwecke verwendet.